# Ministério da Justiça e Segurança Pública
O Ministério da Justiça e Segurança Pública (MJSP), anteriormente Ministério da Justiça (MJ) e, também, Ministério da Justiça e Cidadania (MJC), é um Ministério do Poder Executivo da União, responsável pela aplicação das Leis e pela preservação da ordem pública e da incolumidade das pessoas e do patrimônio, à luz do caput do artigo 144 da Constituição Federal.
Como o Ministério da Justiça e Segurança Pública não é vinculado ao Poder Judiciário da União Federal e como os Poderes Executivo e Judiciário são harmônicos e independentes entre si à luz do artigo 2º da Constituição Federal, o Ministério da Justiça e Segurança Pública não pode interferir no Poder Judiciário e, portanto, não tem competência para prestar informações sobre processos judiciais, atuar em processos judiciais de terceiros, apurar denúncia contra servidores do Poder Judiciário ou outras atribuições desta natureza.

## História

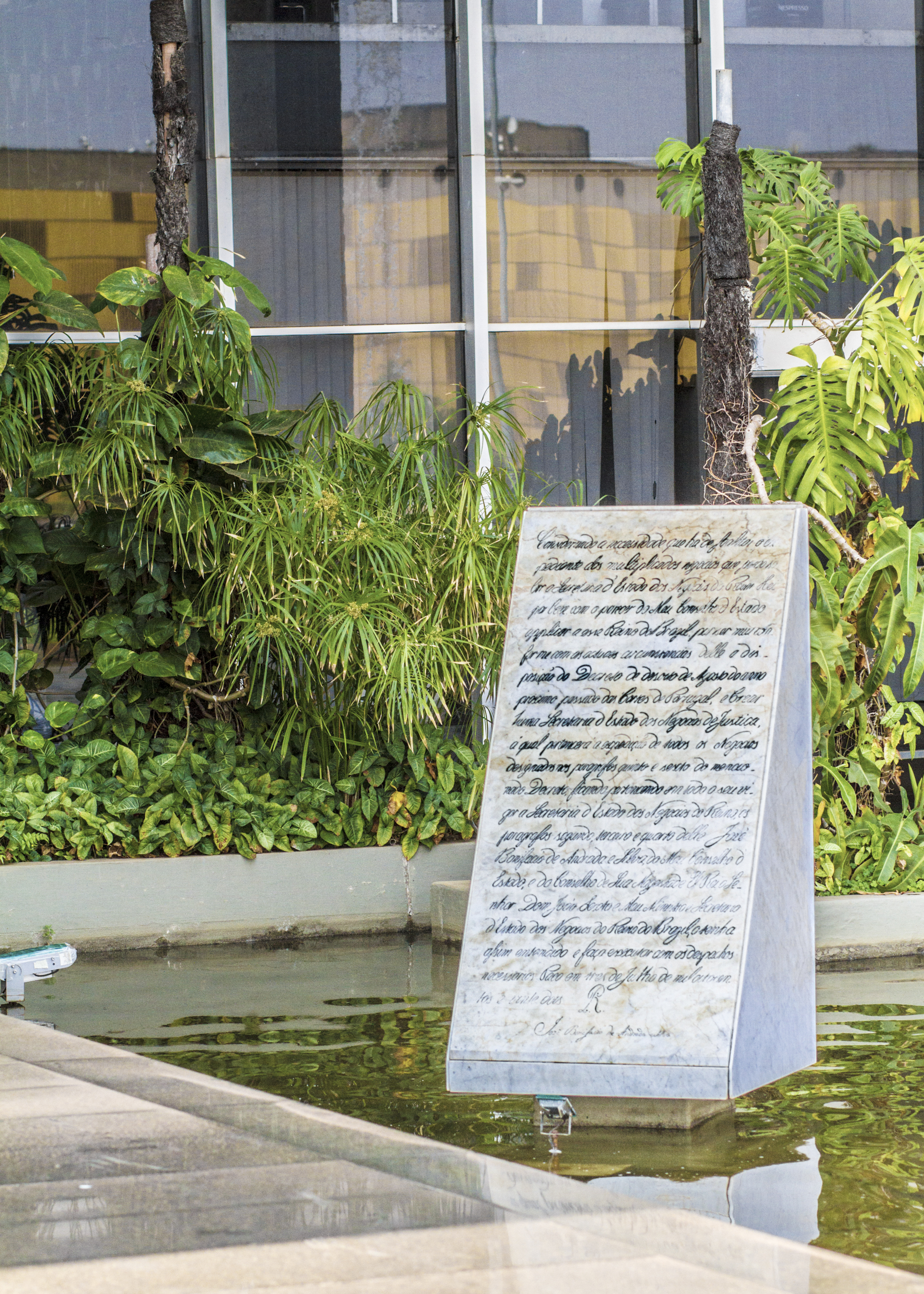
Lápide com o documento histórico de criação da pasta nos jardins do Palácio da Justiça.

O Ministério da Justiça foi instituído durante o Brasil Império, através do Decreto de 3 de julho de 1822, do Príncipe-Regente Dom Pedro de Bragança (Pedro I), como Secretaria de Estado dos Negócios da Justiça. Sua denominação foi alterada para Ministério da Justiça e Negócios Interiores pela Lei nº 23, de 30 de outubro de 1891, e para Ministério da Justiça pelo Decreto-Lei nº 200, de 25 de fevereiro de 1967 (nesta última, desmembrando-se o Ministério do Interior).

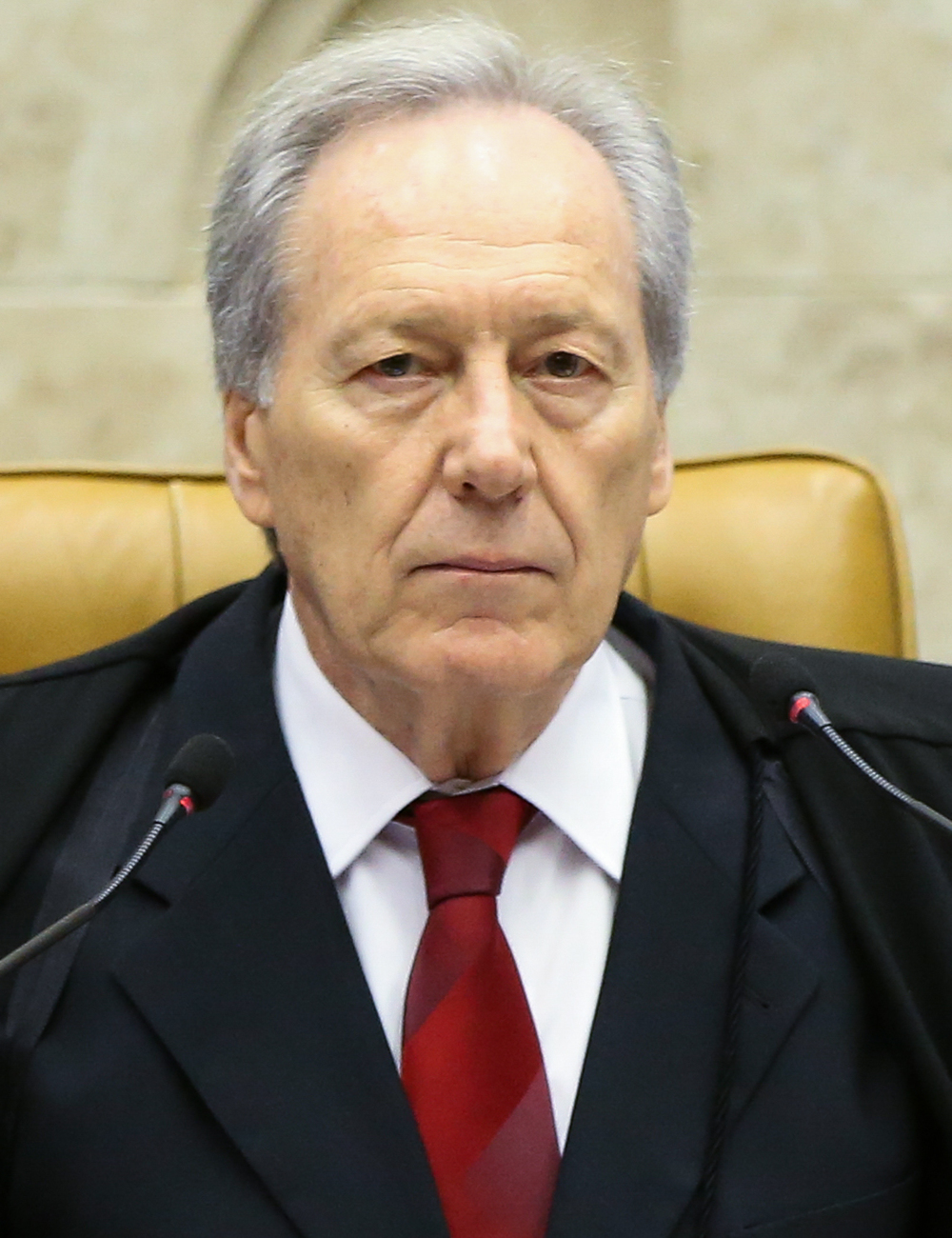
Ricardo Lewandowski, atual Ministro da Justiça e Segurança Pública.

Após o impedimento (impeachment) do mandato de Dilma Rousseff, a então Secretaria Nacional de Segurança Pública (SENASP) foi desmembrada do Ministério da Justiça como Ministério da Segurança Pública durante o mandato do outrora vice-presidente Michel Temer, através da sanção da Medida Provisória nº 821 (convertida na Lei nº 13 690). Porém, no dia 2 de Janeiro de 2019, em decorrência da promessa de campanha do presidente Jair Bolsonaro de reduzir o número de Ministérios de Estado dentro do Poder Executivo da União Federal, o Ministério da Segurança Pública foi reincorporado pelo Ministério da Justiça com a sanção da Medida Provisória nº 870 (convertida na Lei nº 13 844).

## Estrutura
Integram a estrutura do Ministério da Justiça e Segurança Pública:
Como órgãos específicos:
- Secretaria Nacional de Justiça - Senajus;
- Secretaria Nacional do Consumidor - Senacon;
- Secretaria Nacional de Políticas sobre Drogas e Gestão de Ativos - Senad;
- Secretaria Nacional de Segurança Pública - Senasp;
- Secretaria Nacional de Políticas Penais - Senappen;
- Secretaria Nacional de Assuntos Legislativos - SAL;
- Secretaria de Acesso à Justiça - Saju;
- Secretaria de Direitos Digitais - Sedigi;
- Polícia Federal - PF;
- Polícia Rodoviária Federal - PRF.

Como órgãos colegiados:
- Conselho Federal Gestor do Fundo de Defesa dos Direitos Difusos - CFDD;
- Conselho Nacional de Combate à Pirataria e aos Delitos contra a Propriedade Intelectual - CNCP;
- Conselho Nacional de Políticas sobre Drogas - CONAD;
- Conselho Nacional de Política Criminal e Penitenciária - CNPCP;
- Conselho Nacional de Segurança Pública e Defesa Social - CNSP;
- Conselho Gestor do Fundo Nacional de Segurança Pública - CFNSP;
- Conselho Nacional de Imigração - CNI;
- Comitê Nacional para os Refugiados - CONARE.

Vincula-se, ainda, ao Ministério da Justiça e Segurança Pública, o Conselho Administrativo de Defesa Econômica (CADE) e a Autoridade Nacional de Proteção de Dados (ANPD).

### Departamento de Recuperação de Ativos e Cooperação Jurídica Internacional
O Departamento de Recuperação de Ativos e Cooperação Jurídica Internacional (DRCI) foi criado por meio do Decreto nº 4 991, de 18 de fevereiro de 2004, e é subordinado à Secretaria Nacional de Justiça (SNJ) do Ministério da Justiça. O DRCI tem como principais funções identificar ameaças, desenvolver cultura de combate à lavagem de dinheiro e levantar ativos enviados ao exterior de forma ilícita ou como produtos de atividades criminosas (oriundas do tráfico de entorpecentes, do tráfico de armas, da corrupção e do desvio de verbas públicas).
É a autoridade central para a cooperação jurídica internacional realizada entre o Brasil e outros países, tanto em matéria penal quanto em matéria cível. 
É responsável pela aplicação de acordos internacionais bilaterais e multilaterais sobre essas matérias dos quais o Brasil é signatário, tais como a Convenção das Nações Unidas contra o Crime Organizado Transnacional (UNTOC), a Convenção das Nações Unidas contra a Corrupção (UNCAC), a Convenção de Budapeste sobre o Crime Cibernético, a Convenção da Haia sobre os Aspectos Civis da Subtração Internacional de Crianças (CH80) e a Convenção da Haia sobre a Cobrança Internacional de Alimentos para Crianças e Outros Membros da Família.
Ademais, o DRCI coordena a Estratégia Nacional de Combate à Corrupção e à Lavagem de Dinheiro (Enccla), criada em 2003 e que atualmente conta com aproximadamente 90 instituições públicas - pertencentes aos três Poderes (Executivo, Legislativo e Judiciário) e o Ministério Público, abrangendo também as esferas federal, estadual e, em alguns casos, até mesmo municipal - e entidades. A Enccla é a principal rede de articulação institucional brasileira para o arranjo, discussões, formulação e concretização de políticas públicas e soluções de enfrentamento à corrupção e à lavagem de dinheiro.
| Coordenações                                                                      | Chefe                            | Fonte         |
| --------------------------------------------------------------------------------- | -------------------------------- | ------------- |
| Diretor                                                                           | Rodrigo Gonzaga Sagastume        |               |
| Coordenador-Geral de Articulação Institucional                                    | Bernardo Machado Mota            | [ 12 ] [ 13 ] |
| Coordenador-Geral de Cooperação Jurídica Internacional em Matéria Cível           | Arnaldo José Alves Silveira      | [ 12 ] [ 13 ] |
| Coordenadora-Geral de Adoção e Subtração Internacional de Crianças e Adolescentes | Flávia Ribeiro Rocha             | [ 12 ] [ 13 ] |
| Coordenadora-Geral de Tratados e Foros Internacionais                             | Patrícia Lamego Soares           | [ 12 ] [ 13 ] |
| Coordenador-Geral de Cooperação Jurídica Internacional em Matéria Penal           | Rodrigo de Brito Carnevale       | [ 12 ] [ 13 ] |
| Coordenador-Geral de Extradição e Transferência de Pessoas Condenadas             | Paulo Maurício Teixeira da Costa |               |